# Wimbledon 1936
De 56e editie van het Britse grandslamtoernooi, Wimbledon 1936, werd gehouden van maandag 22 juni tot en met zaterdag 4 juli 1936. Voor de vrouwen was het de 49e editie van het Britse graskampioenschap. Het toernooi werd gespeeld bij de All England Lawn Tennis and Croquet Club in de wijk Wimbledon van de Britse hoofdstad Londen.
De Brit Fred Perry won zijn derde Wimbledontitel en zevende grandslamtitel. Het zou tot Andy Murray in 2013 duren voordat er weer een Britse man het enkelspel op Wimbledon zou winnen.
De Amerikaanse Helen Jacobs won na vier verloren finales eindelijk de titel op Wimbledon.
Het Britse mannenkoppel Pat Hughes en Raymond Tuckey wonnen het mannendubbel.
Het zou tot Jonathan Marray in 2012 duren voordat er weer een Britse man het dubbelspel won. Tot op heden (2022) is het de laatste keer geweest dat een volledige Brits team het mannendubbelspel won.
Op de enige zondag tijdens het toernooi (Middle Sunday) werd traditioneel niet gespeeld.

## Belangrijkste uitslagen
Mannenenkelspel

Finale: Fred Perry (Verenigd Koninkrijk) won van Gottfried von Cramm (Duitsland) met  6–1, 6–1, 6–0 
Vrouwenenkelspel

Finale: Helen Jacobs (Verenigde Staten) won van Hilde Sperling (Denemarken) met  6–3, 3–6, 7–5 
Mannendubbelspel

Finale: Pat Hughes (Verenigd Koninkrijk) en Raymond Tuckey (Verenigd Koninkrijk) wonnen van Charles Hare (Verenigd Koninkrijk) en Frank Wilde (Verenigd Koninkrijk) met 6–4, 3–6, 7–9, 6–1, 6–4 
Vrouwendubbelspel

Finale: Freda James (Verenigd Koninkrijk) en Kay Stammers (Verenigd Koninkrijk) wonnen van Sarah Fabyan (Verenigde Staten) en Helen Jacobs (Verenigde Staten) met 6–2, 6–1 
Gemengd dubbelspel

Finale: Dorothy Round (Verenigd Koninkrijk) en Fred Perry (Verenigd Koninkrijk) wonnen van Sarah Fabyan (Verenigde Staten) en Don Budge (Verenigde Staten) met7–9, 7–5, 6–4 
Een juniorentoernooi werd voor het eerst in 1947 gespeeld.